# Made in Hungaria
Pour plus de détails, voir Fiche technique et Distribution.
Made in Hungaria est une comédie musicale hongroise de Gergely Fonyó sorti en 2009.

## Synopsis
Miki a passé toute son adolescence aux États-Unis : lorsqu'il est obligé de retourner en Hongrie, en pleine Guerre Froide, son monde s'écroule !
Très vite, son attitude détonne. Miki possède une mentalité rebelle, un style à la pointe de la mode, une malle remplie de disques et une passion communicative pour Jerry Lee Lewis...
Dans le viseur du Camarade Bigali, le jeune homme s'attire surtout l'admiration et le soutien des jeunes budapestois. Il prend alors conscience qu'il peut changer les mentalités, bouleverser les codes établis. Pour Miki et sa bande, l'été s'annonce rock and roll.

## Fiche technique
Sauf indication contraire, les informations mentionnées dans cette section peuvent être confirmées par la base de données cinématographiques IMDb,  présente dans la section « Liens externes ».
- Titre : Made in Hungaria
- Titre francophone : Twist Again à Budapest (diffusion télévisée)[1]
- Réalisation : Gergely Fonyó
- Scénario : István Tasnádi, Miklós Feny, Norbert Köbli
- Costumes : János Breckl
- Photographie : Csukás Sándor
- Musique : Robert Gulya, Gábor Novai, Miklós Fenyõ
- Production : Sándor Baló, József Cirkó, Tamás Dér, Géza Kaszás, Ádám Neményi
- Société(s) de production : EMI Music
- Budget : 2 000 000 €
- Pays d’origine :  Hongrie
- Langues originales : hongrois, anglais, allemand
- Genre : Film musical, comédie
- Durée : 109 minutes
- Dates de sortie :
  - Hongrie : 5 février 2009
  - Québec : 1er octobre 2010[2]
  - France : ? (diffusion télévisée)[1]

## Distribution
Sauf indication contraire, les informations mentionnées dans cette section peuvent être confirmées par la base de données cinématographiques IMDb,  présente dans la section « Liens externes ». Source et légende : version française (VF) sur RS Doublage (Studio de doublage francophone : Soundfactor)
- Tamás Szabó Kimmel (VF : Jean Marco-Montalto) : Miki
- Tünde Kiss : Vera Miltényi, poétesse et ancienne petite amie de Miki
- Iván Fenyő : Röné, mécanicien et chef d'Angel Land
- Titánia Valentin : Marina, jeune femme brillante et petite amie de Röné
- Péter Scherer (VF : Philippe Valmont) : le Camarade Árpád Bigali
- Tamás Dunai : le père de Miki
- Éva Vándor : la mère de Miki
- Lehel Kovács : Csipu, contrebassiste d'Angel Land
- Ákos Orosz : Tripolisz, batteur d'Angel Land
- Vajk Szente : Kisnyirõ, guitariste d'Angel Land
- Ádám Lábodi : Sura, saxophoniste d'Angel Land
- Péter Puskás : Sampon Bigali, chanteur de Figaro et fils de Árpád Bigali
- Géza Hegedüs D. : Sándor Miltényi, chef du parti et père de Vera
- Judit Kocsis : Madame Miltényi, la mère de Vera
- Péter Egri : Brenner, le contrebandier
- Lajos Kovács : Oncle Gyula, le propriétaire du garage
- Antal Cserna : Balogh, le colocataire désagréable de la famille de Miki
- Dóra Stróbel : Hella, correspondante allemande et choriste de Figaro
- Alexandra Bartha : Gretchen, correspondante allemande et choriste de Figaro
- Zsófia Kállai-Kiss : Ulrike, correspondante allemande et choriste de Figaro
- Gyöngyi Molnár : Lotty, correspondante allemande et choriste de Figaro
- Edit Decsi : Mari Winkler, la fille pour laquelle Kisnyirõ a le béguin
- Rozi Lovas : Éva
- Melinda Hekler : Juci
- Bori Csuha : Kis Vörös
- Alexandra Pap : Vali
- Judit Eszlári : Kriszta
- Anna Györfi : Réka
- Izabella Széles : Iza
- Géza Bereményi : Fõelvtárs
- Zoltán Barabás Kis : Rendõr
- Árpád Besenczi : l'officier de police
- Géza Kaszás : l'agent secret
- Lajos Csuha : le directeur de l'école

## Bande originale[4]
1. Fenyö Miklós - Made In Hungaria
2. Fenyo Iván - Csókkirály
3. Szente Vajk, Orosz Ákos, Kovacs Lehel, Lábodi Ádám & Szabó Kimmel Tamás - Gyere, gyere Juli
4. Lovas Rozi, Eszlári Judit, Hekler Melinda, Széles Izabella, Csuha Bori, Pap Alexandra & Györfi Anna - Csak cha-cha-cha
5. Szabó Kimmel Tamás - Csavard fel a szonyeget
6. Szabó Kimmel Tamás - Eszelos szerelem
7. Szabó Kimmel Tamás - Amerika hangja
8. Stróbel Dóra, Bartha Alexandra, Kállai-Kis Zsófia & Molnár Gyöngyi - Twistin’ At The Hot Dog Stand
9. Szente Vajk, Orosz Ákos, Kovacs Lehel & Lábodi Ádám - Casino Twist
10. Kiss Tünde - Meghalok, hogyha rám nézel
11. Király Viktor - Don't Stop Come On Twist
12. Fenyo Iván - Holnap maradj itt
13. Fenyö Miklós - Flyin’ In My Baby’s Arms
14. Fenyo Iván - Ciao Marina

## Production
Sauf indication contraire, les informations mentionnées dans cette section peuvent être confirmées par la base de données cinématographiques IMDb,  présente dans la section « Liens externes ».

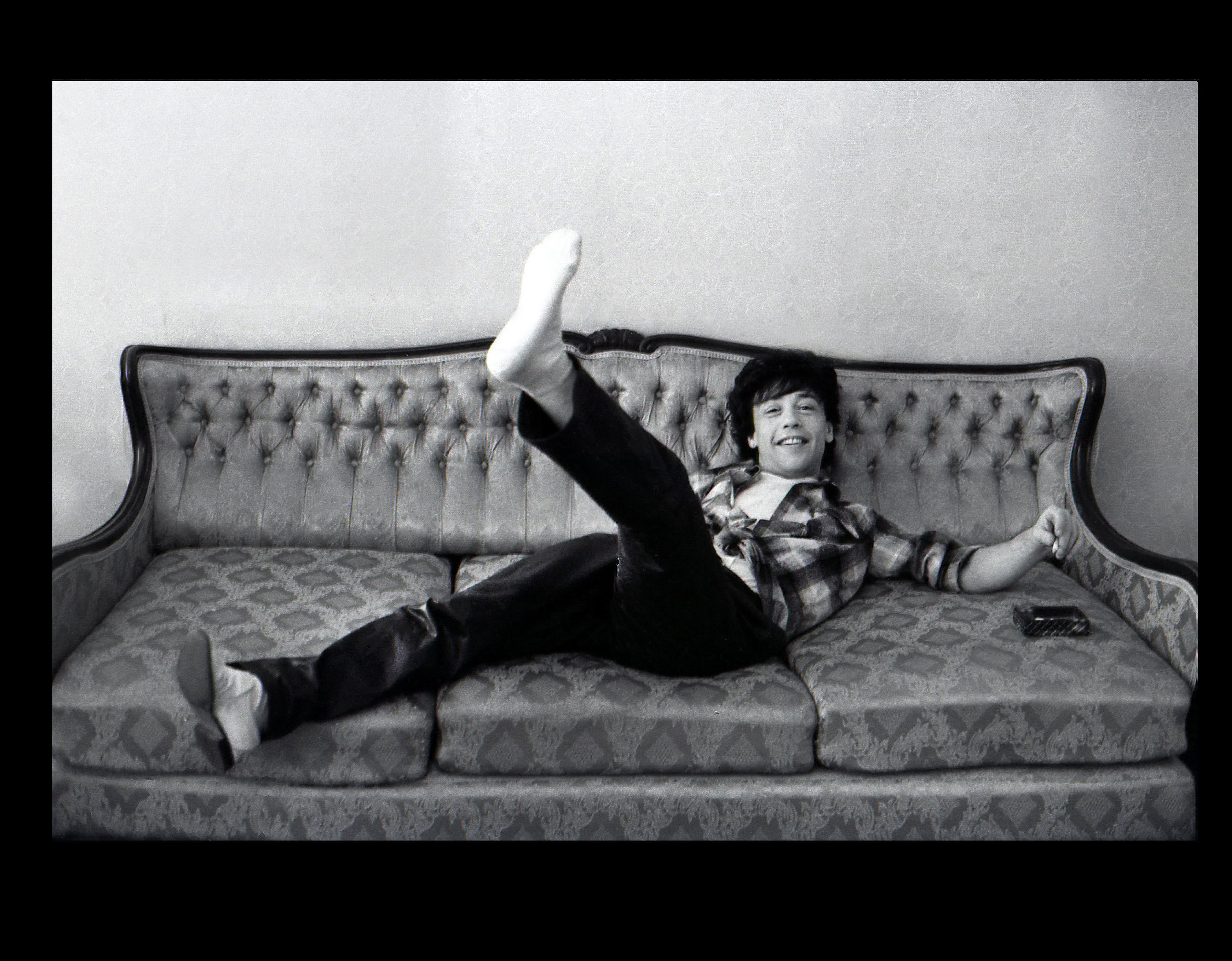
Le jeune Miklós Fenyő photographié par Gyöngyi Rózsavölgyi.

Made in Hungaria se présente comme une autobiographie romancée de Miklós Fenyő : le scénario revient sur son retour compliqué dans son pays natal, les influences américaines sur sa musique et la fondation de son groupe Hungária. Si ces événements ont vraiment eu lieu, la trame condense plusieurs années sur quelques semaines. Le long-métrage s'inscrit dans le genre de la comédie musicale et s'inspire de la production musicale éponyme montée au Théâtre József Attila en 2001.
La trame, les thématiques et la période rappellent à Gergely Fonyó son propre parcours. Le réalisateur dresse un parallèle entre sa jeunesse et celle de Miklós Fenyő : tout comme le chanteur, Fonyó a vécu un temps aux États-Unis avant d'être contraint de rentrer en Hongrie. De même, comme Miki, le réalisateur ambitionnait alors de vivre le rêve américain : « J’ai grandi dans le système communiste et je savais très bien à quoi cette époque pouvait ressembler. Les Etats-Unis étaient alors le fruit défendu dont nous pouvions seulement rêver dans le bloc de l’Est ». Le réalisateur s'éprend du spectacle musical et rêve dès sa découverte de le porter à l'écran. Il lui faudra sept ans et l'appui du producteur Adam Nemenyi pour réaliser ce projet.
Revenant sur le parcours des personnages, Fonyó estime que « c’est le travail de la jeunesse d’exprimer la vérité, sans filtre et sans peur. Seuls les jeunes peuvent le faire grâce à leur naïveté. En vieillissant, on devient de plus en plus peureux et facilement manipulables, on peut aisément se métamorphoser en marionnettes ».
Si le rôle principal est vite dévolu à Tamás Szabó Kimmel, alors pensionnaire au Théâtre national, le casting autour de son rival Röné s'avère plus laborieux. Sur les huit comédiens finalistes, le choix se porte finalement sur Iván Fenyő, à la suite de bouts d'essai concluants avec Kimmel.
Le tournage s'est étendu sur quarante jours à Budapest.

## Réception
Sauf indication contraire, les informations mentionnées dans cette section peuvent être confirmées par la base de données cinématographiques IMDb,  présente dans la section « Liens externes ».
Dès sa sortie, en 2009, le film remporte un vif succès en Hongrie et s'impose à la tête du box-office avec 225 000 spectateurs. Les critiques sont élogieuses et établissent certains parallèles entre Made in Hungaria et Grease. Le site spécialisé Origo lui donne la 10e place dans son classement des meilleurs films hongrois de la décennie ; il loue le scénario et la distribution, en particulier la performance de Tamás Szabó Kimmel, qu'il trouve « sympathique, [...] charmant [et] tellement talentueux ».
Le long-métrage attire également l'attention à l'international. Made in Hungaria a ainsi été à l'affiche de nombreux événements prestigieux tels que le Festival international du film de Karlovy Vary (République tchèque), le Festival international du film de Bergen (Norvège), le Festival international du film de Chicago (États-Unis), le Festival international du film de Dubaï (Émirats arabes unis), le Festival du film de Hambourg et Festival du film de Cottbus (Allemagne)... Il a remporté le prix du public au Festival du film de Grenade. Au Canada, il figure dans la programmation du Festival des films du monde de Montréal et est diffusé par K-Films Amérique.
Le film obtient généralement de bons retours : il affiche une moyenne de 6,8/10 pour plus de 2 000 utilisateurs sur IMDb, 72% d'avis positifs sur The Movie Database et la note de 8,1/10 pour plus de 670 votes sur PORT.hu.